# 尤麗克萊亞

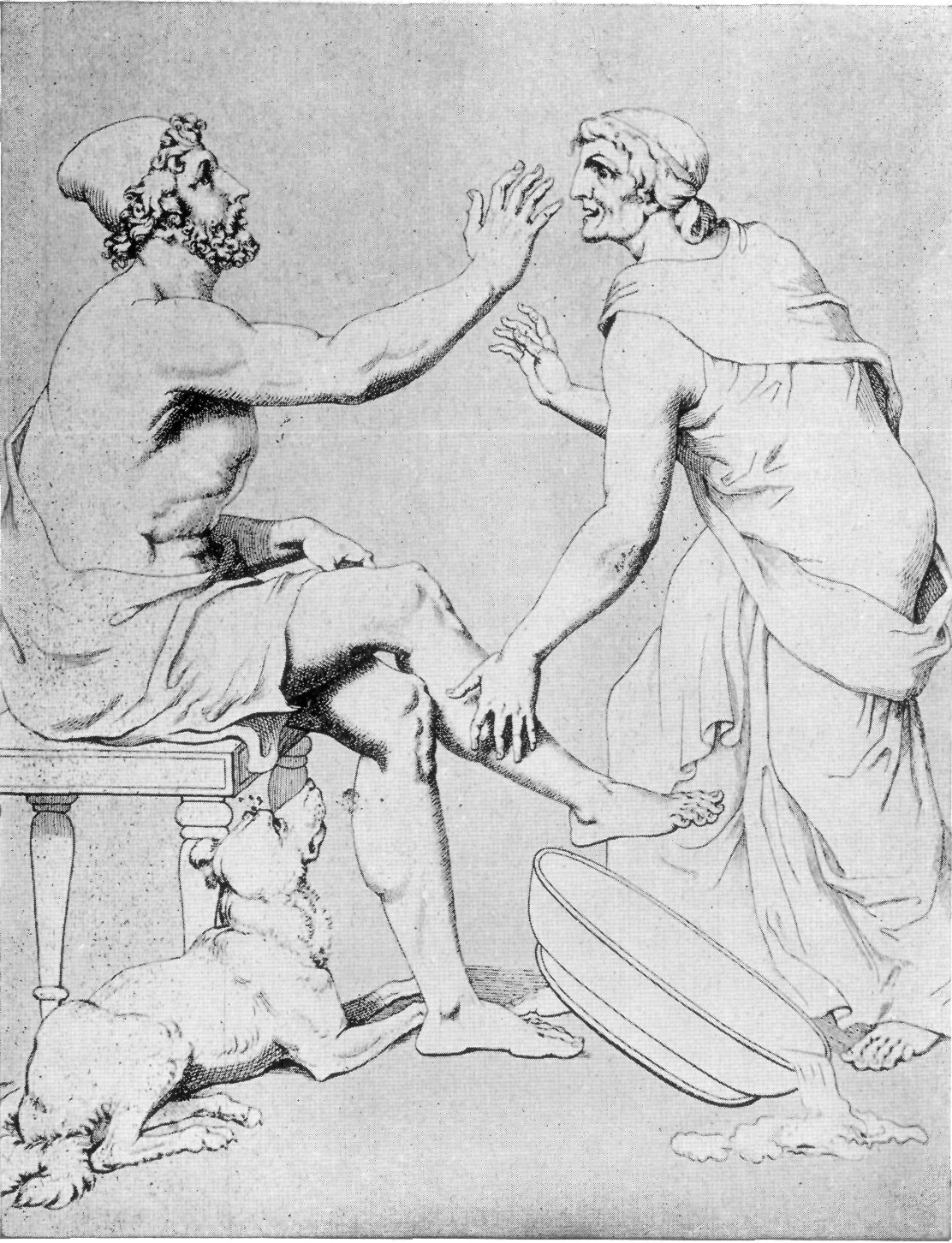
尤麗克萊亞為變裝的奧德賽斯洗腳

尤麗克萊亞（Eurykleia）是希臘神話的登場人物。奧德賽斯的乳母。
奧德賽斯在特洛伊戰爭之後久未歸國，人們認定他已死，也認為潘妮洛碧已是寡婦，而前來求婚。歷劫歸來的奧德賽斯在兒子鐵拉馬庫斯的協助下變裝回家，並刻意的向潘妮洛碧隱瞞，尤麗克萊亞在幫他洗腳之時，因為她年輕時的腳傷而確認是他。奧德賽斯最後殺光擠滿家中的所有求婚者。